# 觀塘願景
觀塘願景（英語：Kwun Tong Future），是於2019年成立的香港民主派地區組織，以觀塘區為主要服務地區，現任召集人為觀塘區議員梁凱晴。觀塘願景於成立後，於2019年香港區議會選舉取得一個議席。

## 歷史
觀塘願景籌備工作由2019年6月初開始醞釀。一些觀塘居民受到反送中運動啟發，決定創立此組織，透過社區工作以抗衡一直被親中派佔多數的觀塘區議會議席。召集人梁凱晴決定在月華選區展開社區工作，並在2019年10月8日遞交提名表格報名。報名後當晚8時許梁凱晴在街站派發傳單期間遭一名綠衣光頭老翁以硬物襲擊後腦，兇徒逞兇後逃去。梁凱晴其後由助理召救護車送院治理。事發後，多名觀塘區民主派議員聯署譴責襲擊事件，指襲擊行為屬白色恐怖，「對參選自由造成極嚴重的威脅」。
2019年香港區議會選舉最終有1096人確認為正式候選人，452個選區均多於1人參選，所有選民都需要投票。最終梁凱晴以2,969票當選月華區議員，得票率為54%；其競選對手徐海山得票為2,557票，得票率為46%。該選區登記選民人數為7,719人，投票人數為5,542人，投票率為71.88%。

## 議員

### 區議員
觀塘願景共有1個區議會議席，議員包括：
| 區議會     | 選區號碼 | 選區 | 議員   | 2020-2023 | 備註 |
| ---------- | -------- | ---- | ------ | --------- | --- |
| 觀塘區議會 | J32      | 月華 | 梁凱晴 | →         | 2021年5月6日，梁凱晴於區域法院承認在2020年6月4日晚上參與維園六四晚會，明知而參與一個未經批准集結罪，區域法院法官陳廣池判刑入獄4個月，但梁凱晴就刑期提出上訴，因此仍未失區議員資格，其議席於2021年7月9日懸空。 |

## 選舉

### 2019年香港區議會選舉
觀塘願景於2019年區議會選舉中派出召集人梁凱晴出戰月華，最終梁獲2,969票當選。
選舉結果
| 選區號碼 | 選區 | 候選人    | 政黨 | 政黨                 | 得票總數 （百分比）     | 有效票總數 （百分比） |
| -------- | ---- | --------- | ---- | -------------------- | ----------------------- | --------------------- |
| J32      | 月華 | 1.徐海山* |      | （新論壇、創建力量） | 2557（46.27%）          | 5,526 （71.59%）      |
| J32      | 月華 | 2.梁凱晴  |      | 觀塘願景             | 2969（當選） （53.73%） | 5,526 （71.59%）      |

### 2020年香港立法會選舉

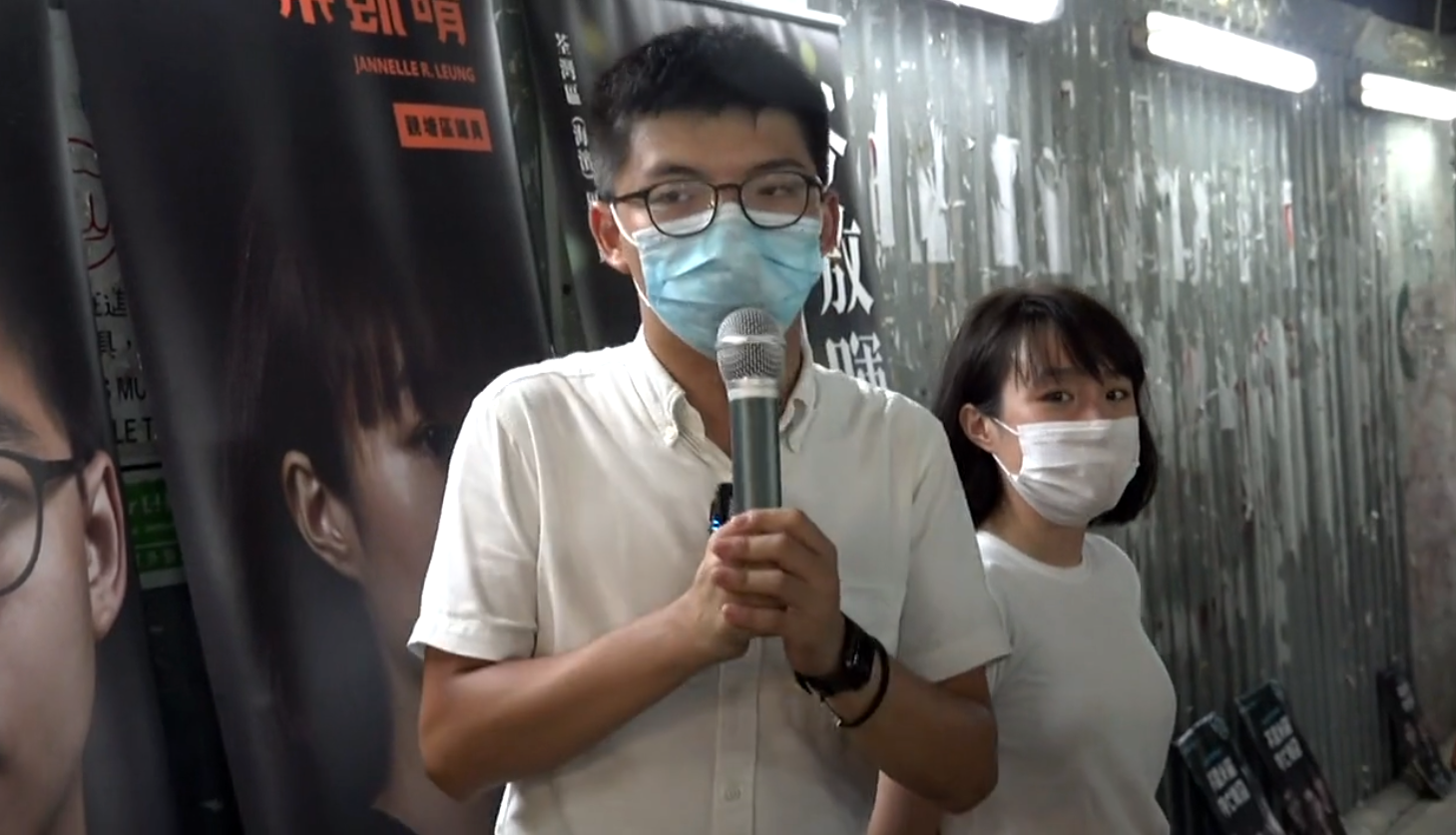
在2020年香港立法會選舉民主派初選中，黃之鋒和梁凱晴在九龍灣進行最後衝刺拉票。

在2020年香港立法會選舉中，觀塘願景原支持黃之鋒出選九龍東。黃亦參與民主派初選，並和袁嘉蔚、岑敖暉、張崑陽、何桂藍、時任立法會議員朱凱廸進行聯合宣傳，均以各區初選中為首兩名出線。2020年7月20日，黃之鋒正式報名參與2020年立法會選舉九龍東選區。
2020年7月25日起，多個參選人陸續收到選舉主任發出的電郵，信中根據媒體報導及網上社交平台言論，詢問他們的政治立場，並要求他們在24小時內回覆郵件，以讓選舉主任決定是否剝奪其參選資格，黃之鋒亦於7月26日收到選舉主任提問，有關舉動被指是剝奪黃等人之參選資格的前奏。
2020年7月27日，觀塘願景派出觀塘月華區議員梁凱晴參與立法會選舉，作為黃之鋒被剝奪參選資格的後備方案。
2020年7月30日，選舉主任剝奪黃之鋒參選資格，同日下午，行政長官林鄭月娥宣佈以疫情肆虐影響公眾安全為名，引用《香港法例》第241章《緊急情況規例條例》，押後至2021年9月5日才選行立法會選舉。

### 區議會選舉
| 選舉 | 民選得票 | 民選得票比例 | 民選議席 | 當然議席 | 議席    | +/- |
| 2019 | 2,969    | 0.09%        | 1        | 0        | 1 / 479 | 1 ▲ |